# المفصل في أحكام المرأة والبيت المسلم في الشريعة الإسلامية
المفصل في أحكام المرأة والبيت المسلم في الشريعة الإسلامية كتاب موسوعي في ذكر أحكام المرأة والبيت المسلم في الشريعة الإسلامية، منح مؤلفه عبد الكريم زيدان جائزة الملك فيصل العالمية سنة 1417 هـ / 1997م في الدراسات الإسلامية التي تناولت مكانة المرأة في الإسلام بسبب تأليفه لهذا الكتاب الذي يتألف من 11 مجلدًا. 

## مؤلف الكتاب
عبد الكريم زيدان بن بيج العاني أحد علماء أهل السنة في العراق، وأحد علماء أصول الفقه والشريعة الإسلامية، ووزير عراقي سابق.

## موضوعه
يعنى هذا الكتاب ببيان الأحكام الشرعية المتعلقة بالمرأة والبيت المسلم في مقارنة فقهية للمذاهب الفقهية الإسلامية مع ترجيح المؤلف لما يراه راجحًا من أقوال الفقهاء لديه.قال الحمدان: قدم المؤلف للكتاب بمقدمة، ذكر فيها أسباب التأليف، وهي: أن قضية المرأة أعظم قضية اجتماعية شغلت البشر في القديم والحديث، وقد استغل المنحلون في الغرب هذه القضية، ونجحوا حتى استطاعوا أن يخرجوا المرأة من بيتها، وجر هذا الإخراج على مجتمعهم هناك انحلالا وتفككا، وسرت هذه اللوثة إلى بلاد المسلمين، وإن كانت لم تصل بعد إلى ما وصلت إليه في بلاد الغرب، إلا أن شرها يستشري، ولا بد من تداركه سريعا، وإن من سبل هذا التدارك: إشاعة الوعي بين المسلمين، ومن ضمنه: تعريف المرأة وعموم المسلمين أحكام الشريعة الخاصة بالمرأة والبيت المسلم، فكان هذا الكتاب.

## الغرض من تأليفه
قال مؤلف الكتاب في مقدمته مبينًا غرضه من تأليف الكتاب: تعريف المرأة المسلمة بأحكام دينها لا سيما المتعلقة بها وما يجب عليها باعتبارها مسلمة، فإذا عرفت ذلك كان المطلوب منها العمل بما علمت ؛لإن العلم يراد للعمل وإن كان متقدما عليه.
وغرض آخر: هو تعريف المسلمين عمومًا بأحكام العائلة المسلمة وكيفية تكوينها على أساس الإسلام، وما ينبغي أن يكون عليه بيتها الذي تسكنه.

## منهج المؤلف في بحث مواضيع الكتاب
بيّن المؤلف منهجه في تأليف الكتاب ويمكن تلخيصه بالتالي:
- أولًا:المواضيع الخاصة بالمرأة مثل لباسها وزينتها الخ.
- ثانيًا: في المواضيع التي تشترك في أحكامها العامة المرأة مع الرجل ولكن تختص المرأة بأحكام في بعض جزئياتها لم أكتف بذكر هذه الجزئيات فقط وذكر أحكامها الخاصة بها وإنما بحثت أصل الموضوع بحثًا موجزًا ولكنه كاف، ثم أبرزت ما اختصت به المرأة من أحكام في بعض جزئيات الموضوع.
- ثالثاَ:فصلت القول بالنسبة للبيت المسلم منذ تكوينه عن طريق الزواج الشرعي وبينت أحكامه وأحكام أفراد هذا البيت.
- رابعًا:ذكر أقوال الفقها ورجحت من أقوالهم ما ظهر لي أنه هو الراجح، وما لم يظهر لي رجحانه سكت وذكرت الأقوال وحكيت الخلاف إذا لا يجوز الترجيح بلا دليل ولا برهان.
- خامسًا:ذكر المسائل الجديدة التي لم أقف على قول صريح بشأنها عن فقهائنا القدامى مثل حق المرأة في الانتخابات واختيارها لعضوية مجلس الأمة وقد حاولت استخلاص الحكم الشرعي لهذه المسائل من قواعد الشريعة ومبادئها العامة ومن السوابق الفقهية وعمل الصحابة الكرام وتابعيهم بإحسان.[3]

## طريقة المؤلف في تسلسل الأبواب
الكتاب يقع في أحد عشر مجلدًا، وقد جعل أبحاث الكتاب ومواضيعه في كُتب، وقسم الكتاب إلى أبواب، والباب إلى فصول والفصل إلى مباحث، والمبحث إلى مطالب، والمطلب إلى فروع.وعناوين الأجزء هب:
- الجزء الأول: العبادات
- الجزء الثاني: تابع العبادات - الأيمان والنذور - الأضاحي
- الجزء الثالث: الحظر والإباحة
- الجزء الرابع: تابع الحظر والإباحة - الحقوق والواجبات
- الجزء الخامس: الجرائم والعقوبات
- الجزء السادس: البيت المسلم: أحكام العائلة وسائر الأقارب
- الجزء السابع: تابع البيت المسلم: أحكام العائلة وسائر الأقارب
- الجزء الثامن: تابع البيت المسلم: أحكام العائلة وسائر الأقارب
- الجزء التاسع: تابع البيت المسلم: أحكام العائلة وسائر الأقارب
- الجزء العاشر: تابع البيت المسلم: أحكام العائلة وسائر الأقارب - التصرفات المالية - المرضى والموتى
- الجزء الحادي عشر: تابع المرضى والموتى - زواج النبي صلى الله عليه وسلم وأولاده وأهل بيته.

## وصلات خارجية
- موقع عبد الكريم زيدان / كتاب المفصل في أحكام المرأة والبيت المسلم في الشريعة الإسلامية